# Anomopterella mirabilis
Anomopterella mirabilis  (лат.) — ископаемый вид перепончатокрылых насекомых из семейства Anomopterellidae (Evanioidea). Обнаружены в юрских отложениях Центральной Азии (около 160 млн лет; келловейский ярус, Карабастауская свита, Каратау, Чимкентская область, Казахстан). Типовой вид рода Anomopterella.

## Описание
Мелкие наездники: длина тела около 4 мм, длина переднего крыла около 3 мм, яйцеклад 0,5 мм. Ячейка cu-a постфуркальная. От близкого вида  Anomopterella brachystelis отличается относительно более широким петиолярным первым метасомальным сегментом (соотношение его длины и ширины = 1,1) и начинающейся прямо от птеростигмы жилкой Rs.
Переднее крыло с жилкой Rs+M достигающей 1m-cu. Усики толстые. Проподеум длинный.
Мезонотум с поперечными килями. Передние крылья с широкой костальной областью. Жилка 2r-rs соединяется с птеростигмой апикально; имеются только одна поперечная жилка r-m (3r-m) и две ячейки mcu. Первый метасомальный сегмент базально суженный. Яйцеклад короткий.
Вид был впервые описан по отпечаткам в 1975 году советским и российским палеоэнтомологом Александром Павловичем Расницыным (ПИН РАН, Москва).